# Clystea laudamia
Clystea laudamia là một loài bướm đêm thuộc phân họ Arctiinae, họ Erebidae.